# Russell–Einstein-manifesztum
A Russell–Einstein-manifesztumot a hidegháború közepén (1955. július 9-én) Bertrand Russell tette közzé. A nyilatkozat rávilágított a nukleáris fegyverek jelentette veszélyre és kérte a világ vezetőit, hogy törekedjenek békés döntéshozatalra a nemzetközi konfliktusokat illetően.
Az aláírók között találunk 11 kiemelkedő értelmiségit és tudóst, a leghíresebb Albert Einstein, aki halála előtt nem sokkal látta el kézjegyével 1955. április 18-án.
Néhány nappal a megjelenése után a filantróp Cyrus Eaton felajánlotta, hogy támogatna egy konferenciát, amelyet Pugwash-ban, Új-Skóciában (Eaton szülőhelyén) hívnának össze. Ez volt az első "Tudományos és világbeli események Pugwash konferenciája", amelyet 1957 júliusában szerveztek.

## Háttér
Az első nukleáris fegyverrobbantást 1945. július 16-án az új-mexikói Alamagordótól északra fekvő sivatagban hajtották végre. 1945. augusztus 6-án az Amerikai Egyesült Államok ledobta a Little Boy elnevezésű atombombát a japán Hirosima városára, három nappal később pedig  a Fat Man-t Nagaszakira. Legalább 100 000 ember vesztette életét közvetlenül a két esemény után.
1945. augusztus 18-án a Glasgow Forward kiadta az első ismert kommentárt a témában Bertrand Russell előadásában, melyet Nagaszaki bombázása után kezdett el összeállítani.

## A manifesztum szövege
Einstein-Russell nyilatkozat (London, 1955. július 9.)
Ebben a tragikus helyzetben, az emberiségek szembesülnie kell a tömegpusztító fegyverek fejlesztése jelentette kockázattal. Ezért úgy érezzük, hogy a tudósoknak össze kell jönniük, és konferenciák keretén belül fel kell becsülniük ennek a kockázatnak a nagyságát.
Ez alkalommal nem egyik vagy másik nemzet, kontinens vagy hitvallás tagjaként beszélünk, hanem mint emberi lények, annak az emberi fajnak tagjai, amely folyamatos fennmaradása kétséges. A világ tele van konfliktusokkal és ezt beárnyékolják kisebb konfliktusok is, óriási a harc a kommunizmus és az anti-kommunizmus között.
Majdnem mindenkinek, aki politikailag tudatos, erős érzelmi szálak kötik egy vagy több itt említett kérdéshez; de azt szeretnénk Önöktől, hogy ha tudják tegyék félre ezeket az érzelmeket és nézzenek magukra csupán úgy, mint egy olyan biológiai faj tagjaira, amelynek jelentős történelme van és amelynek az eltűnését, kihalását egyikünk sem szeretné.
Nem szándékozunk egyetlen szavunkkal sem tetszeni egyik vagy másik csoportnak. Mindannyian egyenlő kockázatot vállalunk, ha fel tudjuk merni azt, és akkor van remény, hogy együtt elkerüljük.
Meg kell tanulnunk új módon gondolkodni. Nem azt kell kérdezni magunktól, hogy milyen lépések szükségesek az általunk előnyben részesített csoport katonai győzelme érdekében, hanem önmagunknak az a kérdést kell feltenni, hogy milyen lépések szükségesek ahhoz, hogy elkerüljük az összes fél számára katasztrofális következményekkel járó katonai versenyt.
A közvélemény és sok, hatalmi pozíciót betöltő ember, még nem ismerte fel, milyen következményeket von maga után az atombomba háborús alkalmazása. A közvélemény még mindig a városok lerombolására gondol. Azt értik, hogy az új bombák erősebbek, mint a régiek, és amíg egy atombomba elpusztította Hirosimát, egy hidrogénbomba elpusztíthatja a legnagyobb városokat, csakúgy mint Londont, New Yorkot és Moszkvát.
Semmi kétség, hogy egy hidrogénbomba háborúban hatalmas városok pusztulnának el, de ez a legkisebb csapás, amivel szembesülni kéne. Ha Londonban, New Yorkban és Moszkvában mindenki elpusztulna, a világ százéves távlaton belül túljutna a csapáson. Most már azonban tudjuk – különösen a Bikini teszt óta –, hogy az atombomba fokozatosan terjedve pusztít, egy sokkal szélesebb területen, mint ahogy ezt régebben hittük.
Nagy bizonyossággal állítható, hogy ma előállítható olyan bomba, amelyik 2500-szor erősebb, mint az, amelyik lerombolta Hirosimát. Ha egy ilyen bombát fölrobbantanak földközelben, vagy víz alatt, az radioaktív részecskéket sugároz szét az atmoszféra magasabb rétegeibe. Lassan leereszkedve, halálos por és eső formájában érik el a föld felszínét. Ez volt az a por, amelyik megfertőzte a japán halászokat és zsákmányukat.
Senki sem tudja, milyen messzire terjedhetnek szét ezek a halálos radioaktív részecskék, de a nagyhatalmak hallgatnak arról, hogy egy háború hidrogénbombák alkalmazásával nagy valószínűséggel az emberiség végét jelentené. Hirtelen halált hozna egy kisebbségnek, de a többségnek a csapás lassú tortúráját és dezintegrálódását okozná.
Sok figyelmeztetés hangzott el eminens tudósoktól és katonai stratégiai vezetőktől. Egyikük sem állítja, hogy a legrosszabb következmények a biztosak. Ugyanakkor ezek a következmények lehetségesek, és senki nem mondhatja biztosra, hogy ezek nem fognak bekövetkezni! Még nem lehetünk bizonyosak abban, hogy a szakértők véleménye a kérdésről nem függ bármilyen mértékben is a politikai álláspontjuktól vagy előítéleteiktől. Tisztában vagyunk azzal, hogy a véleményalkotás az egyes szakértők tudásától függ, ugyanakkor azok az emberek, akik a legtöbbet tudnak róla, látják a legborúsabban a helyzetet.
A probléma, amit itt bemutatunk Önöknek, határozott, félelmetes és elkerülhetetlen; végezzünk az emberi fajjal vagy kerüljük el a háborút? Az emberek nem tudnak szembesülni az alternatívával: a háború eltörlésével.
A háború eltörlése a nemzeti szuverenitás korlátozását jelenti. De mi akadályozhatná meg jobban a helyzet megértését, mint az, hogy az emberiség kifejezés bizonytalannak és elvontnak érződik. Az emberek képzelete nehezen jut arra a felismerésre, hogy a veszély őket, gyermekeiket és az unokáikat érinti, és nem csak egy, az emberiségről alkotott homályos képet. Nehezen fogadják el, hogy ők és szeretteik átkozott agonizálás küszöbén állnak, és azt remélik, hogy háború folytatható a rendelkezésre álló modern fegyverek mellett is.
Ez a remény illúzió. Bármilyen megegyezés is születik békeidőben arról, hogy ne használjanak hidrogénbombát, ez a megegyezés nem kötne senkit háború esetén. Mindkét fél hidrogénbomba gyártásba fogna, hiszen ha az egyik fél bombagyártásba kezdene, a másik pedig nem, akkor elkerülhetetlenül az a fél lenne a győztes, amelyik gyárt ilyen bombákat.
Habár egy egyezmény az atomfegyverek betiltásáról nem vezetne végső megoldáshoz a fegyverkezés általános csökkentése érdekében, néhány fontos célnak megfelelne. Elsősorban bármilyen megegyezés kelet és nyugat között, amelyik enyhíti a feszültséget, jóra vezet. Másodsorban a termonukleáris fegyverek betiltása – amennyiben a szembenálló felek elhiszik egymásnak, hogy ezt megtették – csökkentené a félelmet a Pearl Harbor stílusú hirtelen támadásoktól, amely jelenleg mindkét oldalt feszült félelemben tartja. Ezért üdvözölnünk kell egy ilyen megegyezést, de csak mint első lépést.
Legtöbbünk érzelmileg nem semleges ebben a kérdésben, de mint emberi lények emlékeznünk kell arra, hogy amennyiben egy megállapodás bármely kérdésben, bármilyen módon, megnyugvást hoz, kelet és nyugat, kommunisták vagy antikommunisták, ázsiaiak, európaiak vagy amerikaiak, fehérek vagy feketék között, azt ne háborúval döntsük el. Azt szeretnénk, hogy ezt kelet és nyugat egyaránt megértse.
Ha jól választunk: a boldogság, a tudás és a bölcsesség folyamatos fejlődése áll előttünk. Válasszuk talán e helyett a halált, csak mert nem tudunk megszabadulni a viszálytól? Emlékezzünk emberi mivoltunkra és felejtsük el a többit. Ha így teszünk, egy új, a paradicsomba vezető út, ha nem így teszünk, az egyetemes halál kockázata áll előttünk.
Nyilatkozat:
Annak a ténynek a fényében, hogy egy esetleges világháborúban az atomfegyverek alkalmazása mindenképpen be fog következni, és hogy ezek a fegyverek az emberiség folyamatos fennmaradását veszélyeztetik, arra ösztönözzük a világ kormányait, hogy felismerjék, valamint nyilvánosan belássák, hogy céljaik nem vihetők véghez világháborúval. Ugyanakkor arra is ösztönözzük őket, hogy találják meg a békés eszközöket minden köztük felmerülő konfliktus megoldására.
(Ford: Dudás Erzsébet)

## Aláírók
- Max Born (Nobel-díjas fizikus)
- Percy W. Bridgman (Nobel-díjas fizikus)
- Albert Einstein (Nobel-díjas fizikus, a 20. század egyik legnagyobb elméleti fizikusa)
- Leopold Infeld (lengyel fizikus, az aláírok közül az egyetlen, aki nem kapott Nobel-díjat)
- Frédéric Joliot-Curie (Marie Curie veje, kémiai Nobel-díjas atomfizikus)
- Hermann J. Muller (Nobel-díjas genetikus)
- Linus Pauling (kémiai Nobel-díjas és Nobel-békedíjas biokémikus)
- Cecil F. Powell (Nobel-díjas fizikus)
- Józef Rotblat (Nobel-díjas fizikus, aki otthagyta a Manhattan tervet)
- Bertrand Russell (a 20. század nagy hatású filozófusa, irodalmi Nobel-díjas)
- Jukava Hideki (fizikus, az első japán Nobel-díjas)